# Єпископи УГКЦ
| Єпископ                          | Рік хіротонії | Останнє місце єпископського служіння                                                                           |
| -------------------------------- | ------------- | --- |
| Кирило Терлецький                | 1576          | Єпископ Луцький і Острозький                                                                                   |
| Діонісій Збируйський             | 1586          | Єпископ Холмський і Белзький                                                                                   |
| Михайло Рагоза                   | 1588          | Митрополит Київський, Галицький та всієї Руси                                                                  |
| Іпатій Потій                     | 1593          | Митрополит Київський, Галицький та всієї Руси                                                                  |
| Йона Гоголь                      | 1595          | Єпископ Пінський і Турівський                                                                                  |
| Герман Загорський                | 1595          | Архієпископ Полоцький                                                                                          |
| Гедеон Брольницький              | 1601          | Архієпископ Полоцький                                                                                          |
| Паїсій Онишкевич-Шаховський      | 1603          | Єпископ Пінський і Турівський                                                                                  |
| Арсеній Андрієвський             | 1604          | Єпископ Холмський і Белзький                                                                                   |
| Євстахій Малинський              | 1609          | Єпископ Луцький і Острозький                                                                                   |
| Атанасій Крупецький              | 1610          | Єпископ Перемишльський, Самбірський і Сяноцький                                                                |
| Йосиф Велямин Рутський           | 1612          | Митрополит Київський, Галицький та всієї Руси                                                                  |
| Йоаким Мороховський              | 1614          | Єпископ Володимирський і Берестейський                                                                         |
| Йосафат Кунцевич                 | 1617          | Архієпископ Полоцький                                                                                          |
| Атанасій Пакоста                 | 1619          | Єпископ Холмський і Белзький                                                                                   |
| Єронім Почаповський              | 1621          | Єпископ Луцький і Острозький                                                                                   |
| Антін Селява                     | 1624          | Митрополит Київський, Галицький та всієї Руси                                                                  |
| Григорій Михалович               | 1624          | Єпископ Пінський і Турівський                                                                                  |
| Лев Кревза-Жевуський             | 1625          | Архієпископ Смоленський                                                                                        |
| Теодосій Мелешко                 | 1626          | Єпископ Холмський і Белзький                                                                                   |
| Рафаїл Корсак                    | 1626          | Митрополит Київський, Галицький та всієї Руси                                                                  |
| Методій Терлецький               | 1630          | Єпископ Холмський і Белзький                                                                                   |
| Йосиф Баковецький-Мокосій        | 1632          | Єпископ Володимирський і Берестейський                                                                         |
| Никифор Лосовський               | 1637          | Адміністратор Луцької єпархії                                                                                  |
| Пахомій Война-Оранський          | 1637          | Єпископ Пінський і Турівський                                                                                  |
| Павло Овлучинський               | 1637          | Єпископ-коад'ютор Перемишльський, Самбірський і Сяноцький                                                      |
| Андрій Кваснинський-Злотий       | 1640          | Єпископ Пінський і Турівський                                                                                  |
| Прокіп Хмельовський              | 1651          | Єпископ Перемишльський, Самбірський і Сяноцький                                                                |
| Яків Суша                        | 1652          | Єпископ Холмський і Белзький                                                                                   |
| Гавриїл Коленда                  | 1654          | Митрополит Київський, Галицький та всієї Руси                                                                  |
| Іван Михайло Потій               | 1655          | Єпископ Володимирський і Берестейський                                                                         |
| Антоній Терлецький               | 1665          | Єпископ Перемишльський, Самбірський і Сяноцький                                                                |
| Маркіян Білозор                  | 1665          | Архієпископ Полоцький                                                                                          |
| Михайло Пашковський              | 1666          | Архієпископ Смоленський                                                                                        |
| Венедикт Глинський               | 1666          | Єпископ Володимирський і Берестейський                                                                         |
| Іван Малаховський                | 1671          | Єпископ Холмський і Белзький                                                                                   |
| Митрофан Соколинський-Друцький   | 1671          | Архієпископ Смоленський                                                                                        |
| Кипріян Жоховський               | 1671          | Митрополит Київський, Галицький та всієї Руси                                                                  |
| Лев Слюбич-Заленський            | 1678          | Митрополит Київський, Галицький та всієї Руси                                                                  |
| Августин Лодзята                 | 1685          | Єпископ Холмський і Белзький                                                                                   |
| Юрій Малеєвський                 | 1690          | Архієпископ Смоленський                                                                                        |
| Гедеон Война-Оранський           | 1693          | Єпископ Холмський і Белзький                                                                                   |
| Діонісій Жабокрицький            | 1695          | Єпископ Луцький і Острозький                                                                                   |
| Йосафат Гуторович                | 1697          | Архієпископ Смоленський                                                                                        |
| Антоній Жолкевський              | 1697          | Єпископ Пінський і Турівський                                                                                  |
| Юрій Винницький                  | 1700          | Митрополит Київський, Галицький та всієї Руси                                                                  |
| Порфирій Кульчицький             | 1703          | Єпископ Пінський і Турівський                                                                                  |
| Ґедеон Шумлянський               | 1703          | Архієпископ Смоленський                                                                                        |
| Сильвестр Пешкевич               | 1710          | Архієпископ Полоцький і Вітебський                                                                             |
| Варлаам Шептицький               | 1710          | Єпископ Львівський, Галицький і Кам'янецький                                                                   |
| Лев Кішка                        | 1711          | Митрополит Київський, Галицький та всієї Руси                                                                  |
| Йосиф Левицький                  | 1711          | Єпископ Холмський і Белзький                                                                                   |
| Кирило Шумлянський               | 1711          | Єпископ Луцький і Острозький                                                                                   |
| Михайло Тарновський-Ґротус       | 1711          | Архієпископ Смоленський                                                                                        |
| Йосиф Виговський                 | 1713          | Єпископ Луцький і Острозький                                                                                   |
| Атанасій Шептицький              | 1715          | Митрополит Київський, Галицький та всієї Руси                                                                  |
| Єронім Устрицький                | 1715          | Єпископ Перемишльський, Самбірський і Сяноцький                                                                |
| Йоаким Ціхановський              | 1716          | Єпископ Пінський і Турівський                                                                                  |
| Флоріян Гребницький              | 1716          | Митрополит Київський, Галицький та всієї Руси                                                                  |
| Лаврентій Соколинський-Друцький  | 1719          | Архієпископ Смоленський                                                                                        |
| Теодосій Годебський              | 1720          | Єпископ Володимирський і Берестейський                                                                         |
| Корнилій Столповицький-Лебецький | 1729          | Єпископ Володимирський і Берестейський                                                                         |
| Юрій Булгак                      | 1730          | Єпископ Пінський і Турівський                                                                                  |
| Пилип Володкович                 | 1730          | Митрополит Київський, Галицький та всієї Руси                                                                  |
| Теодосій Рудницький-Любенецький  | 1730          | Єпископ Луцький і Острозький                                                                                   |
| Антоній Томилович-Лебецький      | 1736          | Архієпископ Смоленський                                                                                        |
| Онуфрій Шумлянський              | 1746          | Єпископ Перемишльський, Самбірський і Сяноцький                                                                |
| Лев Шептицький                   | 1749          | Митрополит Київський, Галицький та всієї Руси                                                                  |
| Сильвестр Рудницький-Любенецький | 1752          | Єпископ Луцький і Острозький                                                                                   |
| Цезарій Стебновський             | 1756          | Архієпископ Смоленський                                                                                        |
| Ясон Смогожевський               | 1758          | Митрополит Київський, Галицький та всієї Руси                                                                  |
| Максиміліян Рило                 | 1759          | Єпископ Перемишльський, Самбірський і Сяноцький                                                                |
| Антін Млодовський                | 1761          | Єпископ Володимирський і Берестейський                                                                         |
| Атанасій Шептицький              | 1762          | Єпископ Перемишльський, Самбірський і Сяноцький                                                                |
| Іраклій Лісанський               | 1763          | Архієпископ Смоленський                                                                                        |
| Йосиф Лепковський                | 1767          | Архієпископ Смоленський                                                                                        |
| Ґедеон Горбацький                | 1769          | Єпископ Пінський і Турівський                                                                                  |
| Кипріян Стецький                 | 1777          | Єпископ Луцький і Острозький                                                                                   |
| Симеон Млоцький                  | 1779          | Єпископ Володимирський і Берестейський                                                                         |
| Петро Білянський                 | 1779          | Єпископ Львівський, Галицький і Кам'янецький                                                                   |
| Йоаким Горбацький                | 1784          | Єпископ Пінський і Турівський                                                                                  |
| Іраклій Лісовський               | 1784          | Митрополит Київський, Галицький та всієї Руси                                                                  |
| Михайло Стадницький              | 1784          | Єпископ Луцький і Острозький                                                                                   |
| Теодосій Ростоцький              | 1785          | Митрополит Київський, Галицький та всієї Руси                                                                  |
| Йосафат Булгак                   | 1787          | Митрополит Київський, Галицький та всієї Руси                                                                  |
| Стефан Левинський                | 1788          | Єпископ Луцький і Острозький                                                                                   |
| Порфирій Скарбек-Важинський      | 1790          | Єпископ Холмський і Белзький                                                                                   |
| Арсеній Ґловнєвський             | 1791          | Єпископ Берестейський                                                                                          |
| Адріян Бутримович                | 1792          | Єпископ-помічник Берестейської єпархії                                                                         |
| Антін Ангелович                  | 1796          | Митрополит Галицький, Архієпископ Львівський, єпископ Кам'янецький                                             |
| Григорій Коханович               | 1798          | Митрополит Київський, Галицький та всієї Руси                                                                  |
| Микола Скородинський             | 1799          | Єпископ Львівський                                                                                             |
| Теодосій Вислоцький              | 1800          | Єпископ Супрасльський                                                                                          |
| Флоріян Корсак                   | 1804          | Єпископ-помічник Луцької єпархії                                                                               |
| Миколай Духновський              | 1804          | Єпископ Супрасльський                                                                                          |
| Фердинанд Домброва-Ціхановський  | 1810          | Єпископ Холмський і Белзький                                                                                   |
| Лев Яворовський                  | 1811          | Єпископ-помічник Литовської єпархії                                                                            |
| Іван Красовський                 | 1811          | Єпископ Луцький і Острозький                                                                                   |
| Адріан Головня                   | 1811          | Єпископ-помічник Жировицької єпархії                                                                           |
| Михайло Левицький                | 1813          | Митрополит Галицький, Архієпископ Львівський, єпископ Кам'янецький                                             |
| Яків Мартушевич                  | 1818          | Архієпископ Полоцький                                                                                          |
| Іван Снігурський                 | 1818          | Єпископ Перемишльський, Самбірський і Сяноцький                                                                |
| Вінкентій Седлецький             | 1819          | Єпископ-помічник Холмської єпархії                                                                             |
| Кирило Сиротинський              | 1825          | Адміністратор Луцької єпархії                                                                                  |
| Йосиф Семашко                    | 1829          | Єпископ Литовський                                                                                             |
| Пилип Шумборський                | 1830          | Єпископ Холмський і Белзький                                                                                   |
| Василь Лужинський                | 1834          | Адміністратор Полоцької архієпархії                                                                            |
| Антоній Зубко                    | 1834          | Єпископ-помічник Литовської єпархії                                                                            |
| Йосафат Жарський                 | 1834          | Єпископ-помічник Литовської єпархії                                                                            |
| Григорій Яхимович                | 1841          | Митрополит Галицький, Архієпископ Львівський, єпископ Кам'янецький                                             |
| Іван Терашкевич                  | 1843          | Адміністратор Холмської єпархії                                                                                |
| Іван Бохенський                  | 1850          | Єпископ-помічник Львівської архієпархії                                                                        |
| Спиридон Литвинович              | 1857          | Митрополит Галицький, Архієпископ Львівський, єпископ Кам'янецький                                             |
| Тома Полянський                  | 1860          | Єпископ Перемиський, Самбірський і Сяноцький                                                                   |
| Іван Калинський                  | 1863          | Єпископ Холмський і Белзький                                                                                   |
| Йосиф Сембратович                | 1865          | Митрополит Галицький, Архієпископ Львівський, єпископ Кам'янецький                                             |
| Михайло Куземський               | 1868          | Єпископ Холмський і Белзький                                                                                   |
| Іван Ступницький                 | 1872          | Єпископ Перемиський, Самбірський і Сяноцький                                                                   |
| Сильвестр Сембратович            | 1879          | Митрополит Галицький, Архієпископ Львівський, єпископ Кам'янецький                                             |
| Юліан Пелеш                      | 1882          | Єпископ Перемишльський, Самбірський і Сяноцький                                                                |
| Юліан Сас-Куїловський            | 1890          | Митрополит Галицький, Архієпископ Львівський, єпископ Кам'янецький                                             |
| Костянтин Чехович                | 1892          | Єпископ Перемиський, Самбірський і Сяноцький                                                                   |
| Андрей Шептицький                | 1899          | Митрополит Галицький, Архієпископ Львівський, єпископ Кам'янецький                                             |
| Григорій Хомишин                 | 1904          | Єпископ Станіславівський                                                                                       |
| Сотер Ортинський                 | 1907          | Екзарх СШΑ |
| Никита Будка                     | 1912          | Єпископ-помічник Львівської архиєпархії                                                                        |
| Йосиф Боцян                      | 1914          | Єпископ Луцький і Острозький                                                                                   |
| Дмитро Яремко                    | 1914          | Єпископ Луцький і Острозький                                                                                   |
| Йосафат Коциловський             | 1917          | Єпископ Перемиський                                                                                            |
| Григорій Лакота                  | 1926          | Єпископ-помічник Перемиської єпархії                                                                           |
| Костянтин Богачевський           | 1928          | Митрополит Філадельфійський                                                                                    |
| Іван Бучко                       | 1929          | Єпископ-помічник Львівської архиєпархії                                                                        |
| Василь Ладика                    | 1929          | Екзарх Манітобський                                                                                            |
| Іван Лятишевський                | 1930          | Єпископ Станіславівський                                                                                       |
| Миколай Чарнецький               | 1931          | Адміністратор Луцької єпархії                                                                                  |
| Йосип Сліпий                     | 1939          | Митрополит Галицький, Верховний Архієпископ Львівський, єпископ Кам'янецький                                   |
| Амвросій Сенишин                 | 1942          | Митрополит Філадельфійський                                                                                    |
| Ніль Саварин                     | 1943          | Єпископ Едмонтонський                                                                                          |
| Симеон Лукач                     | 1945          | Єпископ-помічник Станіславівської єпархії                                                                      |
| Степан Вапрович                  | 1945          | Єпископ-помічник Станіславівської єпархії                                                                      |
| Григорій Балагурак               | 1945          | Єпископ-помічник Станіславівської єпархії                                                                      |
| Іван Слезюк                      | 1945          | Єпископ Станіславівський                                                                                       |
| Ісидор Борецький                 | 1948          | Єпископ Торонтський                                                                                            |
| Андрій Роборецький               | 1948          | Єпископ Саскатунський                                                                                          |
| Максим Германюк                  | 1951          | Митрополит Вінніпезький                                                                                        |
| Йосиф Шмондюк                    | 1956          | Митрополит Філадельфійський                                                                                    |
| Йосиф Мартинець                  | 1958          | Єпископ Куритибський                                                                                           |
| Іван Прашко                      | 1958          | Єпископ Мельбурнський                                                                                          |
| Платон Корниляк                  | 1959          | Екзарх Німецький та Скандинавський                                                                             |
| Андрій Сапеляк                   | 1961          | Єпископ Буенос-Айреський                                                                                       |
| Ярослав Ґабро                    | 1961          | Єпископ Чиказький                                                                                              |
| Августин Горняк                  | 1961          | Екзарх Великої Британії                                                                                        |
| Володимир Маланчук               | 1961          | Екзарх Франції                                                                                                 |
| Василь Величковський             | 1963          | Адміністратор Верховної Львівської архієпархії, Єпископ Луцький                                                |
| Іван Чорняк                      | 1963          | Єпископ-помічник Львівської архієпархії                                                                        |
| Йосиф Гірняк                     | 1963          | Єпископ-помічник Львівської архієпархії                                                                        |
| Володимир Стернюк                | 1964          | Адміністратор Верховної Львівської архієпархії                                                                 |
| Йосафат Федорик                  | 1964          | Єпископ-помічник Львівської архієпархії                                                                        |
| Софрон Дмитерко                  | 1968          | Єпископ Івано-Франківський                                                                                     |
| Василь Лостен                    | 1971          | Єпископ Стемфордський                                                                                          |
| Никанор Дейнега                  | 1972          | Єпископ-помічник Львівської архієпархії                                                                        |
| Єфрем Кривий                     | 1972          | Єпископ Куритибський                                                                                           |
| Мирослав Марусин                 | 1974          | секретар Конгрегації Східних Церков                                                                            |
| Дмитро Ґрещук                    | 1974          | Єпископ Едмонтонський                                                                                          |
| Павло Василик                    | 1974          | Єпископ Коломийсько-Чернівецький                                                                               |
| Єронім Химій                     | 1974          | Єпископ Нью-Вестмінстерський                                                                                   |
| Любомир Гузар                    | 1977          | Верховний Архієпископ Київський                                                                                |
| Іван Хома                        | 1977          | |
| Степан Чміль                     | 1977          | |
| Яків Тимчук                      | 1979          | Єпископ-помічник Івано-Франківської єпархії                                                                    |
| Мирослав Іван Любачівський       | 1979          | Митрополит Галицький, Верховний Архієпископ Львівський, єпископ Кам'янецький                                   |
| Стефан Сулик                     | 1980          | Митрополит Філадельфійський                                                                                    |
| Інокентій Лотоцький              | 1981          | Єпископ Чиказький                                                                                              |
| Роберт Москаль                   | 1981          | Єпископ Пармський                                                                                              |
| Мирон Дацюк                      | 1982          | Єпископ Едмонтонський                                                                                          |
| Михаїл Гринчишин                 | 1983          | Екзарх у Франції, Швейцарії та країнах Бенілюксу                                                               |
| Петро Козак                      | 1983          | Єпископ-помічник Львівської архієпархії                                                                        |
| Василь Філевич                   | 1984          | Єпископ Саскатунський                                                                                          |
| Филимон Курчаба                  | 1985          | Єпископ-помічник Львівської архієпархії                                                                        |
| Михаїл Сабрига                   | 1986          | Єпископ Тернопільсько-Зборівський                                                                              |
| Юліан Вороновський               | 1986          | Єпископ Самбірсько-Дрогобицький                                                                                |
| Михайло Кучмяк                   | 1988          | Екзарх Великої Британії                                                                                        |
| Іриней Білик                     | 1989          | Єпископ Бучацький                                                                                              |
| Іван Мартиняк                    | 1989          | Митрополит Перемисько-Варшавський                                                                              |
| Михаїл Микицей                   | 1990          | Єпископ Буенос-Айреський                                                                                       |
| Володимир Паска                  | 1992          | Єпископ-помічник Філадельфійської архієпархії                                                                  |
| Михаїл Бздель                    | 1993          | Митрополит Вінніпезький                                                                                        |
| Петро Стасюк                     | 1993          | Єпископ Мельбурнський                                                                                          |
| Роман Даниляк                    | 1993          | Апостольський адміністратор Торонтської єпархії                                                                |
| Михайло Колтун                   | 1993          | Єпископ Сокальсько-Жовківський                                                                                 |
| Михаїл Вівчар                    | 1993          | Єпископ Саскатунський                                                                                          |
| Василій Медвіт                   | 1994          | Єпископ-помічник Донецько-Харківського екзархату                                                               |
| Северіян Якимишин                | 1995          | Єпископ Нью-Вестмінстерський                                                                                   |
| Корнилій Пасічний                | 1996          | Єпископ Торонтський                                                                                            |
| Софрон Мудрий                    | 1996          | Єпископ Івано-Франківський                                                                                     |
| Стефан Сорока                    | 1996          | Митрополит Філадельфійський                                                                                    |
| Лаврентій Гуцуляк                | 1997          | Митрополит Вінніпезький                                                                                        |
| Теодор Майкович                  | 1996          | Єпископ Вроцлавсько-Ґданський                                                                                  |
| Володимир Ющак                   | 1999          | Єпископ Вроцлавсько-Ґданський                                                                                  |
| Петро Крик                       | 2001          | Екзарх Німецький та Скандинавський                                                                             |
| Степан Меньок                    | 2002          | Екзарх Донецько-Харківський                                                                                    |
| Ігор Возьняк                     | 2002          | Архієпископ Львівський, Архієпископ і митрополит Львівський (з 29 листопада 2011 року).                        |
| Гліб Лончина                     | 2002          | Екзарх Великобританський                                                                                       |
| Павло Хомницький                 | 2002          | Єпископ Стемфордський                                                                                          |
| Давид Мотюк                      | 2002          | Єпископ Едмонтонський                                                                                          |
| Ричард Семінак                   | 2003          | Єпископ Чиказький                                                                                              |
| Володимир Війтишин               | 2003          | Єпископ Івано-Франківський, Архієпископ і митрополит Івано-Франківський (з 13 грудня 2011 року).               |
| Стефан Хміляр                    | 2003          | Єпископ Торонтський                                                                                            |
| Василь Івасюк                    | 2003          | Екзарх Одесько-Кримський                                                                                       |
| Володимир Ковбич                 | 2004          | Єпископ Куритибський                                                                                           |
| Василь Семенюк                   | 2004          | Єпископ Тернопільсько-Зборівський, Архієпископ і митрополит Тернопільсько-Зборівський (з 22 грудня 2011 року). |
| Микола Сімкайло                  | 2005          | Єпископ Коломийсько-Чернівецький                                                                               |
| Богдан Дзюрах                    | 2006          | Єпископ-помічник Київської архієпархії                                                                         |
| Іван Бура                        | 2006          | Апостольський адміністратор Пармської єпархії                                                                  |
| Мирон Мазур                      | 2006          | Єпископ Прудентополіський                                                                                      |
| Діонісій Ляхович                 | 2006          | Апостольський візитатор для українців-католиків в Італії та Іспанії                                            |
| Ярослав Приріз                   | 2006          | Єпископ Самбірсько-Дрогобицький                                                                                |
| Кеннет Новаківський              | 2007          | Єпископ Нью-Вестмінстерський                                                                                   |
| Даниїл Козлинський               | 2007          | Апостольський адміністратор Буенос-Айреської єпархії                                                           |
| Йосафат Говера                   | 2008          | Екзарх Луцький                                                                                                 |
| Браєн Байда                      | 2008          | Єпископ Саскатунський                                                                                          |
| Тарас Сеньків                    | 2008          | Єпископ Стрийський                                                                                             |
| Святослав Шевчук                 | 2009          | Верховний Архієпископ Київський                                                                                |
| Йосиф Мілян                      | 2009          | Єпископ-помічник Київської архієпархії                                                                         |
| Венедикт Алексійчук              | 2010          | Єпископ-помічник Львівської архієпархії                                                                        |
| Дмитро Григорак                  | 2011          | Єпископ Бучацький                                                                                              |
| Борис Ґудзяк                     | 2012          | Екзарх у Франції, Швейцарії та країнах Бенілюксу                                                               |
| Євген Попович                    | 2013          | Митрополит Перемишльсько-Варшавський                                                                           |
| Михайло Бубній                   | 2014          | Екзарх Одеський                                                                                                |
| Василь Тучапець                  | 2014          | Екзарх Харківський                                                                                             |
| Богдан Манишин                   | 2014          | Єпископ-помічник Стрийської єпархії                                                                            |
| Йосафат Мощич                    | 2014          | Єпископ-помічник Івано-Франківської архієпархії                                                                |
| Григорій Комар                   | 2014          | Єпископ-помічник Самбірсько-Дрогобицької єпархії                                                               |
| Богдан Данило                    | 2014          | Єпископ Пармський                                                                                              |
| Теодор Мартинюк                  | 2015          | Єпископ-помічник Тернопільсько-Зборівської архієпархії                                                         |
| Володимир Груца                  | 2016          | Єпископ-помічник Львівської архієпархії                                                                        |
| Андрій Рабій                     | 2017          | Єпископ-помічник Філадельфійської архієпархії                                                                  |
| Петро Лоза                       | 2018          | Єпископ-помічник Сокальсько-Жовківської єпархії                                                                |
| Іван Кулик                       | 2019          | Єпископ Кам'янець-Подільської єпархії                                                                          |
| Степан Сус                       | 2020          | єпископ Курії Верховного Архиєпископа УГКЦ                                                                     |
| Микола Бичок                     | 2020          | Єпископ Мельбурнський                                                                                          |
| Аркадій Трохановський            | 2021          | Єпископ Ольштинсько-Ґданський                                                                                  |
| Максим Рябуха                    | 2022          | Єпископ-помічник Донецького екзархату                                                                          |
| Микола Семенишин                 | 2023          | Єпископ-помічник Івано-Франківської архієпархії                                                                |
| Андрій Хім'як                    | 2023          | Єпископ-помічник Київської архієпархії                                                                         |
| Володимир Фірман                 | 2023          | Єпископ-помічник Тернопільсько-Зборівської архієпархії                                                         |
| Петро Голіней                    | 2023          | Єпископ-помічник Коломийської єпархії                                                                          |
| Михаїл Квятковський              | 2023          | Єпископ Нью-Вестмінстерський                                                                                   |
| Михайло Смолінський              | 2024          | Єпископ Саскатунський                                                                                          |

Єпископи-номінати
| Єпископ-номінат    | Рік номінації | Місце призначення на служіння        |
| ------------------ | ------------- | ------------------------------------ |
| Атанасій Фурс      | 1649          | Єпископ-номінат Холмський і Белзький |
| Варлаам Козинський | 1665          | Архієпископ-номінат Смоленський      |
| Кирило Шипило      | 1703          | Архієпископ-номінат Смоленський      |
| Полікарп Мигуневич | 1747          | Архієпископ-номінат Смоленський      |
| Іван Калинський    | 1863          | Єпископ-номінат Холмський і Белзький |